# Split Screen (serie de televisión)
Split Screen es una serie de televisión estadounidense emitida por el canal IFC entre los años 1997 y 2001. La serie se trataba sobre el cine independiente en Estados Unidos y era conducida por John Pierson. Split Screen dedicaba segmentos a varios cineastas, actores y actrices como: Kevin Smith, Spike Lee, Matt Damon, Edward Norton, Buck Henry, Wes Anderson, Steve Buscemi, John Waters, John Turturro, Christopher Walken, Richard Linklater, Errol Morris, Miranda July y William H. Macy. La película The Blair Witch Project recibió notoriedad por primera vez después de aparecer en un segmento de Split Screen.